# Union Spirite Française et Francophone
L'Union spirite française et francophone (USFF), anciennement Conseil spirite français (CSF), est une organisation fédérative du mouvement spirite français.
Institution fondée à Tours, en 1985, elle est à l'origine en France d'un retour du mouvement spirite à la lettre de la codification d'Allan Kardec dans les années 1980.

## Introduction
La genèse de l'USFF est amplement décrite par Marion Aubrée et François Laplantine.
Divers changement ébranlent le milieu du spiritisme en France. D'abord, l'abandon en 1976 des mots « spirites » et « spiritisme » par l'Union Spirite Française, qui devient Union Scientifique Francophone pour l’Investigation Psychique et l’Étude de la Survivance. Ensuite, lorsque l'USFIPES opère un braquage vers la parapsychologie, cherchant « la preuve scientifique de la survivance », et qu'elle promeut également la voyance, les milieux spirites de vieille implantation s'organisent. C'est dans la fédération du Nord que la dimension « christique » du spiritisme est demeurée forte.
Deux hommes du nord, Roland Tavernier et Louis Serré publient fin 1983 une petite revue artisanale, Convergences Spirituelles. Rapidement, cinquante six groupes français, six groupes belges et un suisse se font connaître dans ses colonnes. Leur édition reprend la tradition spirite dans sa dimension sociale, tolérante et aussi communautaire, proche de celle au début du XXe siècle.
Profitant de cette dynamique, ils participent à la fondation de l'Union Spirite Française et Francophone, au chef de laquelle on retrouve des groupes du Nord, de Paris et Tours. Rapidement, l'USFF pilote le lancement de groupes ailleurs en France.

## Histoire

### Sa fondation
L'Union Spirite Française et Francophone succède à l'Union Spirite Française qui organisait jusqu'à présent diverses tendances du spiritisme. Sept ans après avoir rompu avec la ligne christique du spiritisme, les organisations attachées à cette tendance rompent avec l'USFIPES pour former l'USFF.

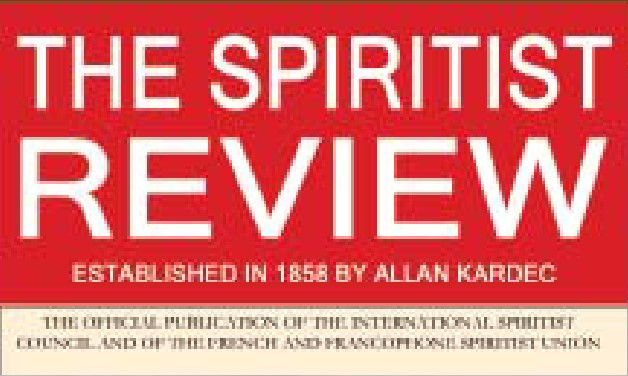
Bandeau titre de la Revue Spirite en langue anglaise faisant mention de l'USFF

Elle se donne pour mission de restructurer le mouvement spirite et de préserver le « noyau structurel » de la doctrine. Pour ce faire, elle renoue des liens en Europe (Espagne, Portugal, Belgique, Suisse) et en Amérique (Brésil). Par ses contacts, elle concourt en 1989 à la formation de l'éphémère Confédération Spirite Européenne, qui cesse toute activité dès 1992. Voulant recréer un mouvement européen fort, elle remettra à l'honneur l'espéranto.
L'USFF se dote rapidement d'un organe officiel, La Nouvelle revue des spirites d'expression française, dans lequel elle diffuse ses idées. En la personne de Roger Perez (d) , l'USFF requiert auprès du tribunal de commerce de Meaux les droits qu'André Dumas détenait encore sur le titre la Revue Spirite, ce qu'elle obtient le 23 mars 1989.

### Son expansion

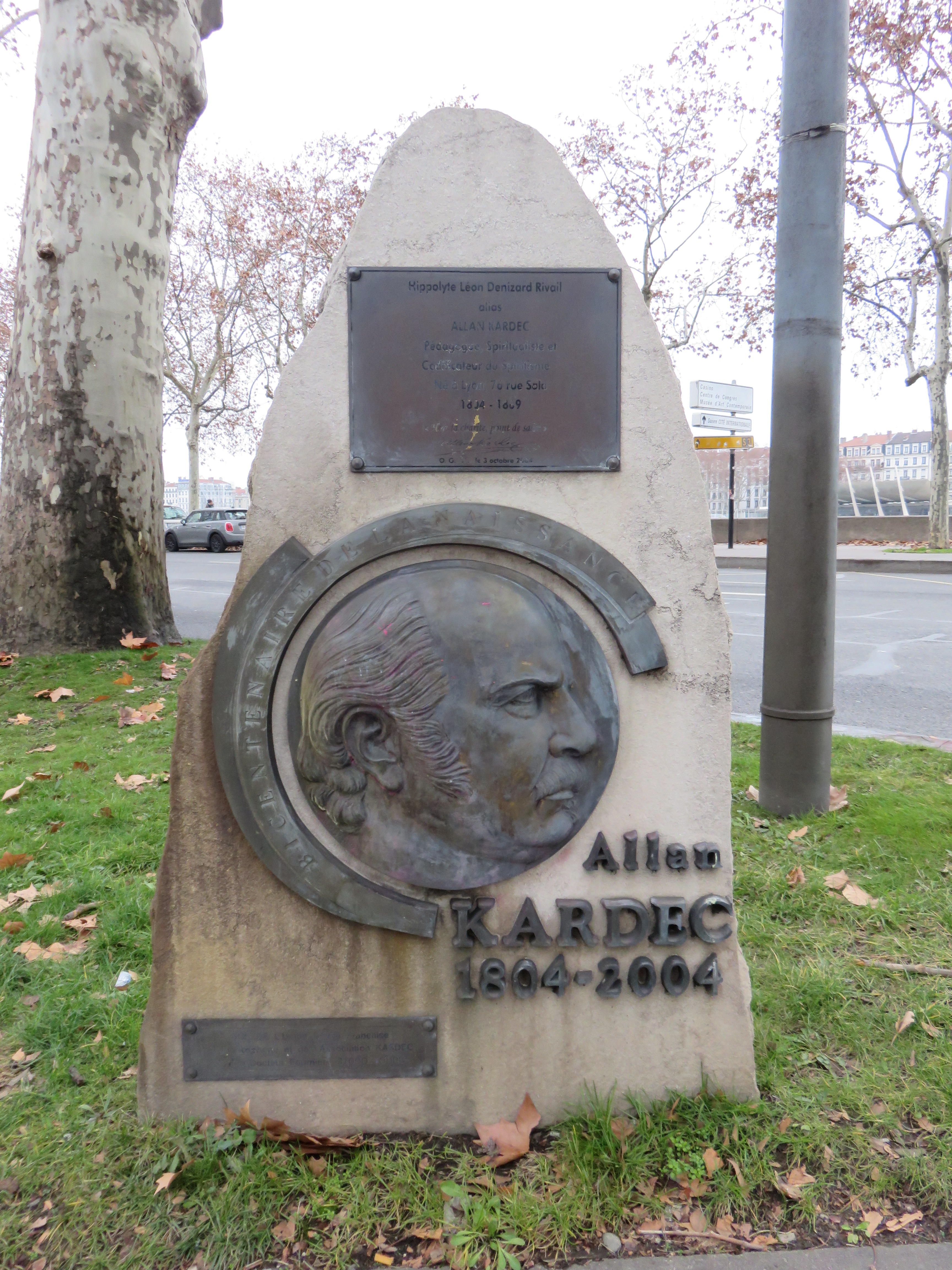
Mémorial à Allan Kardec, quai Gailleton (Lyon)

Dès sa création, elle rassemble des groupes un peu partout en France. Ces groupes sont nommés « centres », « chaînons » dans le nord de la France, « groupe », « association », « société d'étude », chacun regroupant entre quinze et cinquante personnes.
À la fin des années 1980, l'USFF revendique 1000 pratiquants, entre 4000 et 5000 à la fin des années 1990. Marion Aubrée précise bien que ce nombre ignore ceux qui le pratique pour se divertir, par curiosité, les groupes informels et/ou les groupes indépendants. Les centres affiliés à l'USFF s'articulent tous sur le même but : 1) l'étude de la doctrine et la prière, 2) le développement de la médiumnité, 3) la mise en place de séances publiques ou/et privées.
En 1992, l'USFF et d'autres fédérations nationales créent conjointement le Conseil Spirite International. D'ailleurs, en 2000, l'USFF lui cède ses droits sur la Revue Spirite. Cette même année, l'USFF participe au Millennium Peace Summit of Religious and Spiritual Leaders (en), à l'ONU, du 28 au 31 août 2000.
C'est sous son patronnage qu'en 2004, le 4e congrès spirite mondial se déroule à Paris, célébrant en grande pompe le bicentenaire de la naissance d'Allan Kardec, produisant à cette occasion un DVD. L'année suivante, à Lyon, l'USFF participe aux frais d'installation de la stèle mémoriel à Allan Kardec à l'emplacement de sa naissance.

### Des divisions internes

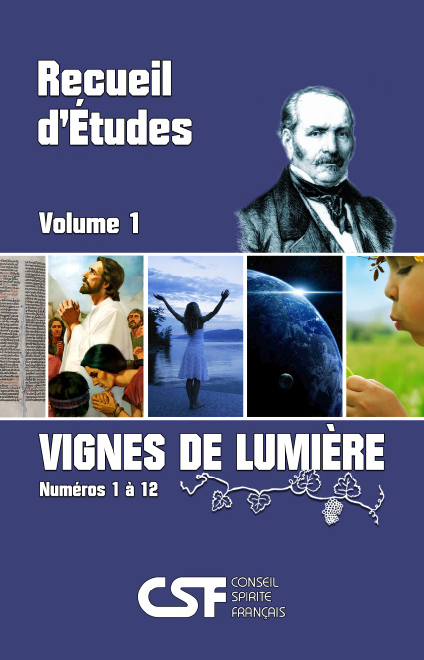
Couverture du recueil Vignes de Lumière

À partir de l'année 2007, l'USFF connaît de nombreux changements. En premier lieu, elle est dissoute et de nombreux présidents de centres fondent en 2007, à Denicé, le Conseil Spirite Français. À cette occasion, elle publie le périodique Vignes de lumière. D'après Claire Souillac, le 21 mars 2016, une trentaine de centres et groupes français y étaient affiliés. Il avait pour but de rétablir une base pour l'union et le rassemblement des spirites en France.

Logo du CSF de 2007 à 2018

En 2017, l'organisation se déchire de nouveaux. Une partie des membres attaché aux origines du mouvement la renomme USFF, une autre partie fonde la Fédération Spirite Française. Les deux organisations participent conjointement au développement et au rayonnement du Conseil Spirite International en France jusqu'en 2020, date à partir de laquelle la FSF cesse cette collaboration.

### La refondation
En octobre 2018 le nom de CSF est toujours utilisé, comme à l'occasion du second congrès médico-spirite de Menton,, c'est un mois plus tard que le CSF reprend le nom d'USFF. C'est elle qui est chargée d'organiser le congrès du CSI pour ses trente ans d'existence, en 2022. Le congrès qui devait se tenir à Nice est finalement organisé en ligne.

## Objets de l'organisation
Dans ses statuts (2018), l'USFF a pour fondement d'étudier, enseigner, divulguer et s’efforcer de mettre en pratique la philosophie spirite telle que codifiée par Allan Kardec.
Pour divulguer le spiritisme elle publie, à ses débuts, certains ouvrages avant de se faire l'intermédiaire, en France, des éditions du CSI. Aussi, elle obtient rapidement le droit, en 1989, de republier La Revue Spirite. Depuis 2020, elle se dote d'une boutique en ligne qui propose à la vente des ouvrages publiés en son nom (USFF éditions), ceux d'Allan Kardec et d'auteurs brésiliens (Divaldo Pereira Franco, Francisco Cándido Xavier, etc).
Cette divulgation se fait aussi par l'intermédiaire des symposiums, des congrès et des rencontres avec des conférenciers pour la plupart venus du Brésil.